# Рујани
Рујани, познати и као Рујини, Рујанци, Руни, Рани, словенско су племе које је у 6. веку  насељавало острво Рујан.

## Историја
У средњем веку словенска племена су насељавала велике области земаља модерне источне, северне и североисточне Немачке, укључујући и острво Руген, кога су словени називали Рујан. Племена која су насељавла острво по њему је названо Рујани, Рујини, Рујанци. На острву је постојао дрвени пагански верски центар са светилиштем у част словенског божанства Световида на рту Аркони.
Рујани су били су у војно-племенском савезу са Ободритима, Поморанима и другим словенским племенима.
Бавили су се претежно сточарством, пољопривредом и риболовом. Према налазима археолога, имали су јаке трговинске везе са скандинавским и Балтичким државама и водили ратове са суседима, да заштите своју територију. Током ових ратова Рујани су изгубили своју независност 1168. године када је срушена њихова градска тврђава у Аркони и уништено светилиште бога Световида.
Према данској историографији рујански кнез Јаромир је пао у вазални однос према данском краљу, а острво Аркона је постало део бискупије са центром у Роскилди. Током овог периода Рујани су присилно масовно превођени у хришћанство.
Године 1234, Рујани су се ослободили данске владавине и проширили своје поседе на просторе данашње немачке покрајине Мекленбург-Западна Померанија, где су осовали град, данас познат као Штралзунд (Поморско Стрзелово).
Године 1282, септембарски кнез Вишеслав (Вацлав) II закључује споразум са немачким краљем Рудолфом I споразум, којим Рујани постају део Немачко-римског царства. У наредних неколико векова, Рујани се постепено потпуно германизују.
Године 1325, умро је последњи рујански кнез Вишеслав (Вацлав) III Пшемисл.

## Рујански кнезови
- Вишеслав I (око 955)
- Круто (Крит) (1066)
- Гримн (1100)
- Ратислав (Рача) (1138)
- Чеслав (Часлав) (од 1164 — после 1170/до 1181)